# Pittsville (Wisconsin)
Pittsville es una ciudad ubicada en el condado de Wood en el estado estadounidense de Wisconsin. En el Censo de 2010 tenía una población de 874 habitantes y una densidad poblacional de 170,78 personas por km².

## Geografía
Pittsville se encuentra ubicada en las coordenadas 44°26′30″N 90°8′11″O / 44.44167, -90.13639. Según la Oficina del Censo de los Estados Unidos, Pittsville tiene una superficie total de 5.12 km², de la cual 5.09 km² corresponden a tierra firme y (0.51%) 0.03 km² es agua.

## Demografía
Según el censo de 2010, había 874 personas residiendo en Pittsville. La densidad de población era de 170,78 hab./km². De los 874 habitantes, Pittsville estaba compuesto por el 97.94% blancos, el 0% eran afroamericanos, el 0.34% eran amerindios, el 0.8% eran asiáticos, el 0% eran isleños del Pacífico, el 0% eran de otras razas y el 0.92% pertenecían a dos o más razas. Del total de la población el 0.8% eran hispanos o latinos de cualquier raza.